# سیارک ۷۷۱۰
سیارک ۷۷۱۰ (به انگلیسی: 7710 Ishibashi، نامگذاری:1994WT2) هفت هزار و هفتصد و دهمین سیارک کشف شده‌است که در ۳۰ نوامبر ۱۹۹۴ کشف شد.
قدر مطلق سیارک برابر ۴۶.۷ است.